# Воинская обязанность в России
Во́инская обя́занность в Росси́и — согласно конституции России, обязанность гражданина России по защите Отечества.
Воинская обязанность в России предусматривает:
- воинский учёт;
- обязательную подготовку к военной службе;
- призыв на военную службу;
- прохождение военной службы по призыву;
- пребывание в запасе;
- призыв на военные сборы и прохождение военных сборов в период пребывания в запасе[2].

Срок службы по призыву в мирное время в Вооружённых силах Российской Федерации составляет 12 месяцев. Регулируется законодательством России, в частности, законом «О воинской обязанности и военной службе» и дополнениями к нему. По признанию В. Путина, сделанному им в феврале 2012 года, отмена воинской обязанности не планируется. 2 июля 2013 года президент РФ Владимир Путин подписал указ о введении так называемых справок взамен военного билета, положив начало ужесточению закона о воинской обязанности.
Уклонение от призыва является уголовно-наказуемым деянием в соответствии с Уголовным кодексом Российской Федерации и наказывается лишением свободы на срок до 2 лет (ст. 328 УК РФ).
Согласно ч. 3 ст. 59 Конституции РФ граждане имеющие убеждения или вероисповедание противоречащие несению военной службы имеют право на замену её альтернативной гражданской службой.

## История
Воинская обязанность и повинность, как определённая законом общая для всех граждан мужского пола обязанность военной службы, установилась в Европе только в Новейшее время. В Средние века дворянство несло постоянную военную службу, прочее же население призывалось к отбыванию её только в случаях особой опасности для страны или государства. Позднее армии и флот пополнялись наймом охотников, а затем насильственной вербовкой.

### Допетровская Русь
На Руси рода войск состояли обыкновенно из лиц, наделённых землёй (поместьем) под условием службы; в военное время выставлялись ещё даточные люди соразмерно числу дворов и пространству поземельных владений. В Русском государстве была военная повинность — Ратная повинность. Главным образом ратная повинность состояла в поставке в Русское войско даточных людей. Главнейшей повинностью из всех лежавших на московских дворянах была ратная, которую они отбывали с 15-ти летнего возраста и до глубокой старости и полной потери сил и здоровья, преимущественно в составе особой дворянской поместной конницы.

### 1700—1874
См. также Армия Петра I
Регулярная русская армия, основанная на обязательной службе дворян и сборе даточных людей, так называемых рекрутов, возникла при императоре Петре I (1682—1725). Его Указ «О приёме в службу в солдаты из всяких вольных людей» (1699) положил начало наборам в новую армию. В Указе от 20 февраля 1705 г. впервые упомянут термин «рекрут», срок службы которого установил Пётр I — «доколе силы и здоровье позволят». Рекрутская система прочно закрепила сословный принцип организации армии: солдатский состав набирался из крестьян и мещан, а офицерский — из дворян. Каждая сельская или мещанская община обязывалась предоставить в армию мужчину в возрасте от 20 до 35 лет с определённого числа (чаще 20) дворов.
В царствование императрицы Анны Иоанновны (в 1732 году) президент Военной коллегии Миних утвердил набор рекрутов в возрасте от 15 до 30 лет по жребию. Он предложил ограничить срок службы всем вообще нижним чинам до 10 лет. Более того, крестьяне-военнослужащие могли быть произведены в офицеры и таким образом получить дворянство. Кроме того, в 1736 г. вышло указание, разрешающее единственным в семье сыновьям не служить в армии, а одному из братьев избежать рекрутчины.
В 1762 г. император Пётр III (1761—1762) установил срок службы в армии — 25 лет. При этом от воинской повинности были освобождены сначала дворяне (1762 год), затем купцы, почётные граждане, духовное сословие, так что тяжесть её в итоге легла исключительно на крестьян и мещан.
В 1808—1815 гг. при императоре Александре I (1801—1825) были организованы военные поселения — специальные волости, населённые государственными крестьянами, которые переводились в разряд военных поселян. Здесь расселялись солдатские полки, к солдатам выписывались их семьи, солдат женили (часто не по их выбору). Военные поселяне пожизненно отбывали военную службу и выполняли земледельческие работы, чтобы обеспечить себя. Все мальчики с 7 лет становились кантонистами, одевались в форму и пожизненно несли и солдатскую, и крестьянскую службу.
С 1834 года при императоре Николае I (1825—1855) солдат увольнялся в бессрочный отпуск («запас») по истечении 20 лет службы. С 1839 по 1859 год срок службы сократился с 19 до 12 лет, предельный возраст рекрута вырос с 35 лет до 40.

### 1874—1917
Очередные изменения в сроках службы связаны с главой Военного министерства Д. А. Милютиным (1861—1881), который в 1873 году провёл реформу. В результате с 1 января 1874 года на смену рекрутской системе пришла всеобщая воинская повинность. Всё мужское население, достигшее 21-летнего возраста, без различия сословий, 6 лет служило непосредственно в строю и 9 лет числилось в запасе (для флота — 7 лет действительной службы и 3 года в запасе). Отслужившие сроки действительной службы и в запасе зачислялись в ополчение, в котором пребывали до 40 лет. От действительной службы освобождались: единственный сын, единственный кормилец в семье при малолетних братьях и сёстрах, призывники, у которых старший брат отбывает или отбыл срок действительной службы. Остальные годные к службе, не имевшие льгот, тянули жребий. Все годные к службе, в том числе и льготники, зачислялись в запас, а по истечении 15 лет — в ополчение. Давались отсрочки на 2 года по имущественному положению. Сроки действительной военной службы сокращались в зависимости от образовательного ценза: до 4 лет — для окончивших начальную школу, до 3 лет — городскую школу, до полутора лет — для имевших высшее образование. Если получивший образование поступал на действительную службу добровольно («вольноопределяющийся»), сроки службы сокращались вдвое. На службе солдат обучали грамоте. От воинской повинности освобождалось духовенство.
Согласно высочайше утверждённому мнению Государственного совета 14 июня 1888 года «Об изменении сроков службы в войсках и в ополчении и правил, относящихся до ратников первого разряда ополчения»:

Статья 17. Общий срок службы в сухопутных войсках для поступающих по жеребью устанавливается в 18 лет, из коих 5 лет действительной службы и 13 лет в запасе.
— Полное собрание законов Российской империи. Собрание третье. 1908. Том VIII. 1888. Спб, 11890. № 5345. с. 389
Годный к службе числился в ополчении до 43-летнего возраста, с 20 лет до 21 года повысился призывной возраст на действительную службу, в 2—4 раза увеличились сроки службы для лиц, окончивших средние и высшие учебные заведения, а также для вольноопределяющихся.
По закону 26 апреля 1906 года о сокращении сроков службы в сухопутных войсках и во флоте в мирное время, в сухопутных войсках в пехоте и пешей артиллерии для жеребьевых срок действительной службы был 3 года. За этим следовало пребывание в запасе I разряда (7 лет) и в запасе II разряда (8 лет).
В других родах войск срок действительной службы был 4 года. За этим следовало пребывание в запасе I разряда (7 лет) и в запасе II разряда (6 лет).
Во флоте срок действительной службы был 5 лет. За этим следовало пребывание в запасе I разряда (3 года) и в запасе II разряда (2 года).
Льготы по образованию состояли в сокращении срока действительной службы; срок службы для окончивших курс заведения 1 разряда (а также 6 классов гимназии) был 2 года плюс 16 лет в запасе. Для льготного отбывания повинности на правах вольноопределяющегося, кроме крепости здоровья, требовалось заявление по достижении 17-летнего возраста и свидетельство об окончании курса в учебном заведении I и II разряда или выдерживание особого экзамена. Срок службы для I разряда при этом был 1 год и 12 лет в запасе, для II разряда — 2 года и 12 лет в запасе.
Отсрочка по отбыванию повинности давалась по телесным недостаткам (до выздоровления), для устройства дел по имущественному положению (до 2 лет) и для окончания образования в учебных заведениях (до 27—28 лет).
Совершенно неспособные носить оружие освобождались от службы. Также имелись льготы по семейному положению трёх разрядов: I разряда — для единственного сына в семье или единственного способного к труду члена семьи; II разряда — для единственного способного к труду сына при отце способном и при братьях неспособных; III разряд — для лиц, по возрасту следующих в семье за лицом, уже находящимся на действительной службе. Освобождались от службы также священно- и некоторые церковнослужители; зачислялись прямо в запас на 18 лет имеющие степени доктора медицины, лекаря, ветеринары, пенсионеры академии художеств и преподаватели правительственных учебных заведений.
Поступившие на службу позже призывного года зачислялись в запас до 43 лет.

…Русское народное хозяйство только перестраивалось с натурального на товарное. Государственный ум графа Милютина, военного министра императора Александра II, конечно, не мог пройти мимо этого явления. Вследствие этого Устав о воинской повинности 1874 г. даёт особенно большое развитие так называемым льготам по семейному положению.
В этом отношении граф Милютин стремился установить преемственную связь Устава 1874 г. с Рекрутским уставом 1831 г., в котором льготе по семейному положению было дано наибольшее развитие. Рекрутский устав 1831 г. под влиянием эмпирически установившихся взглядов обращал главное внимание на то, чтобы при сдаче рекрутов возможно менее расстраивалось благосостояние семьи и всей крестьянской общины, а так как благосостояние семьи при примитивном сельскохозяйственном укладе страны зависело исключительно от числа работников в семье, то в рекруты сдавались предпочтительно сыновья многорабочих семейств…
…Из этого сопоставления мы видим, что только Италия давала почти столь же широкое развитие льготам по семейному положению. Причиною этому было то, что Италия так же, как Россия, позже других государств вступила на путь индустриализации своей экономической жизни. Она так же, как и Россия, стремилась в каждом крестьянском хозяйстве сохранить рабочие руки…
…Мы видели выше, какая создавалась социальная несправедливость: в то время, когда 40-летний многосемейный запасный призывался жертвовать всем, включая и собственную жизнь, — здоровый, холостой 21-летний парень оказывался «забронированным» в тылу. Эта несправедливость усугублялась тем обстоятельством, что главная причина (семейное положение), которая обуславливала судьбу молодых людей призывного возраста, по достижении ими 30-40-летнего возраста, как правило, отпадала. Большинство из них уже не жило в семье своего отца или деда, а само вело отдельное хозяйство. Таким образом, с объявлением войны прежний порядок превращался в «беспорядок», вместо закономерной справедливости царил произвол случая.
Конечно, коренной причиной такого положения при объявлении войны являлось то, на что мы усиленно указывали в первой главе, а именно: наш устав о воинской повинности устанавливал то, что решающим моментом, определяющим судьбу мужского населения, является 21-летний возраст, когда это население распределялось по трём категориям: действующие войска, ополчение I разряда и ополчение II разряда. Но вместе с тем известную роль в создающемся с объявлением войны «беспорядке» играла и самая постановка льгот по семейному положению. В самом деле, из цифр, приведённых выше, мы видели, что из освобождённых по семейным льготам новобранцев половина являлась льготными II и III разряда. Если же мы припомним, что в число льготных I разряда попадали все единственные сыновья, хотя бы они были в семьях с работоспособным отцом, то мы получим, что ежегодно около 30 % призывных молодых людей зачислялось сразу в ополчение, хотя они и были не первыми, а вторыми работниками в семье.
— Н. Головин Военные усилия России в мировой войне. Париж, 1939
Туземные жители Кавказа и Средней Азии по законодательству Российской империи не подлежали призыву на военную службу.
До введения всеобщей воинской повинности лопари, корелы Кемского уезда Архангельской губернии, самоеды Мезенской губернии и все сибирские инородцы не подлежали рекрутской повинности.
Всеобщая воинская повинность первоначально также не была распространена на всех этих инородцев, но затем, начиная со второй половины 1880-х гг., инородческое население Астраханской, Тобольской и Томской губерний, Акмолинской, Семипалатинской, Тургайской и Уральской области и всех губерний и областей Иркутского и Приамурского генерал-губернаторств, а также самоедов Мезенского уезда стали привлекать к отбыванию всеобщей воинской повинности на основании особых положений.
Для мусульманского населения Терской и Кубанской областей и Закавказья, а также для абхазцев-христиан Сухумского округа и Кутаисской губернии поставка новобранцев была временно заменена взиманием особого денежного сбора; тем же налогом облагались и инородцы Ставропольской губернии: трухмены, ногайцы, калмыки и прочие, а равно караногайцы, поселённые в Терской области, и жители Закавказского края: ингилойцы-христиане и мусульмане, курды и езиды.
Осетинам-мусульманам было даровано право отбывать воинскую повинность лично, наравне с осетинами-христианами, на льготных основаниях, предоставленных туземному населению Закавказского края, с тем чтобы новобранцы были назначаемы на службу в полки Терского казачьего войска.
Все уезды Европейской России делились на три группы участков комплектования: 1) великоросскую с преобладанием русского населения на 75 %, в том числе более половины великороссов; 2) малоросскую с преобладанием русского населения на 75 %, в том числе более половины малороссов и белорусов; 3) инородческую — все остальные. Каждый пехотный полк и артиллерийская бригада комплектовались призывниками определённого уезда; гвардия, кавалерия и инженерные войска комплектовались со всей территории.

### 1917—1991
Воинская обязанность в России и СССР сохраняется. Первоначально служба в РККА была объявлена добровольной, однако уже с 1918 г. начались мобилизации. К концу Гражданской войны численность РККА достигла 5 млн чел., а в 1925 году был принят Закон об обязательной военной службе, предусматривавший ежегодный призыв в армию на срок для красноармейцев 2 года, для младшего командного состава авиации и краснофлотцев — 3 года.
По Закону СССР «О всеобщей воинской обязанности», принятому 1 сентября 1939 года, на действительную военную службу призывались граждане, которым в год призыва исполнялось девятнадцать лет, а окончившим среднюю школу и ей соответствующие учебные заведения — восемнадцать лет. Сроки военной службы составляли: для рядового состава сухопутных войск — 2 года; для младшего начальствующего состава сухопутных частей и внутренних войск, а также для рядового и младшего начальствующего состава сухопутных частей пограничных войск, для рядового и младшего начальствующего состава ВВС — 3 года; для рядового и младшего начальствующего состава частей береговой обороны и кораблей пограничных войск — 4 года; для рядового и младшего начальствующего состава кораблей ВМФ — 5 лет.

В годы Великой Отечественной войны комплектование вооружённых сил проводилось на основе всеобщей мобилизации, а также призывов лиц, достигших 18 лет. Кроме того, осуществлялся приём добровольцев на фронт.
В период с 1946 года по 1948 год призыв в вооружённые силы не производился. Молодёжь призывного возраста направлялась на восстановительные работы на шахтах, предприятиях тяжёлого машиностроения, стройках.
В 1948-м закончилась демобилизация военнослужащих срочной службы «старших» возрастов, призванных во время войны, но призывники 1925, 1926 и 1927 годов рождения продолжали в нарушение закона оставаться на службе (они были демобилизованы только в начале 1950-х годов).
В 1949 году был принят новый закон, по которому призыв производился один раз в год в ноябре-декабре, срок службы в сухопутных войсках и авиации был установлен 3 года, во флоте — 4 года.
12 октября 1967 года был принят новый закон СССР «О всеобщей воинской обязанности». Он установил новые сроки службы: а) для солдат и сержантов Советской Армии, береговых частей и авиации Военно-Морского Флота, пограничных и внутренних войск — 2 года; б) для матросов и старшин кораблей, судов и береговых частей боевого обеспечения Военно-Морского Флота и морских частей пограничных войск — 3 года; в) для солдат, матросов, сержантов и старшин Советской Армии, Военно-Морского Флота, пограничных и внутренних войск, имеющих высшее образование, — 1 год.
Ввод в 1979 году советских войск в Афганистан потребовал дополнительного комплектования армии. По этой причине, а также из-за демографической ямы того времени, с весны 1983 года начался призыв учащихся дневных отделений некоторых вузов в Вооружённые Силы. А с 1 января 1984 года Политбюро ЦК КПСС приняло решение полностью (исключение составляли 10—15 вузов на всю страну) отменить предоставление отсрочек от призыва юношам, поступившим в высшие учебные заведения. С 1984—1985 гг. призыв студентов на действительную срочную службу стал почти тотальным, такая практика была прекращена лишь в 1989 году.
В советском обществе всеобщая мужская воинская обязанность играла значительную роль в конструировании маскулинности: советские представления о милитаризованной маскулинности опирались на идеи гражданского долга, героизма и патриотизма, а советская гендерная идеология определяла военную службу как важнейшую инстанцию превращения мальчика в мужчину.

## Воинская обязанность в Российской Федерации
В постсоветской России связь между маскулинностью и милитаризацией, установленная институтом призыва, претерпела существенные изменения — во многом по политическим и экономическим причинам. В отличие от советского, постсоветское российское государство больше не предоставляет мужчинам в награду за милитаризацию прежних социальных гарантий, и разрыв государством прежнего социального контракта приводит к нежеланию молодых мужчин отправляться на военную службу. Помимо этого, с распадом советского государства милитаризованная маскулинность вошла в противоречие с новой капиталистической маскулинностью: многие молодые мужчины считают, что военная служба несовместима с динамичной рыночной экономикой и конкуренцией на рынке труда. Также существует значительный разрыв между государственной идеологией милитаризованного патриотизма и настроениями российского населения, значительная часть которого относится к постсоветским военным конфликтам скептически.
11 февраля 1993 года Верховным Советом РФ был принят закон «О воинской обязанности и военной службе». На военную службу призывались граждане в возрасте от 18 до 27 лет. Призыв проводился два раза в год (апрель—июнь и октябрь—декабрь). Сроки службы устанавливались: в военно-морском флоте — 2 года; во всех остальных войсках — 1,5 года.
Законом от 9 мая 1996 года срок службы по призыву во всех войсках был увеличен до 2 лет (для имеющих высшее образование — 1 год).
16 мая 1996 года президент РФ Борис Ельцин подписал указ № 722 «О переходе к комплектованию воинских должностей рядового и сержантского состава Вооруженных Сил и других войск Российской Федерации на профессиональной основе», который предусматривал отмену службы по призыву с 2000 года. Однако 11 ноября 1998 года в этот указ были внесены изменения: из него исчезли конкретные сроки: вместо «с весны 2000 года» появилось «по мере создания необходимых условий».
В 2006 году были приняты поправки в закон «О воинской обязанности и военной службе», устанавливающие для граждан мужского пола, призванных в срок с 1 января 2007 года, срок службы в армии по призыву 18 месяцев, а с 1 января 2008 года — 12 месяцев, и одновременно отменяющие целый ряд существовавших ранее отсрочек от призыва, существенно сократившие количество «военных кафедр» в гражданских вузах и ужесточившие требования к их выпускникам.
В 2017 году было сообщено, что все должности на кораблях и подводных лодках Северного флота, а затем всего флота России, будут комплектоваться исключительно военнослужащими, проходящими военную службу по контракту. Военнослужащие по призыву будут направлены только в части береговых войск.
С 1 января 2024 года в России вступили в силу новые рамки призывного возраста, установленные Федеральным законом от 04.08.2023 № 439-ФЗ:
- Минимальный возраст призыва — 18 лет.
- Максимальный возраст — 30 лет.

Основные причины повышения верхней границы:
1. Увеличение численности вооружённых сил. Указ Президента № 792 от 16.09.2024 предписывает расширение армии до 2 389 130 человек (в том числе 1 500 000 военнослужащих)[26]. Увеличение призывного возраста должно создать дополнительный приток людей в вооружённые силы.
2. Привлечение в армию более зрелых и опытных призывников, что может повысить общую эффективность и профессионализм вооружённых сил.

Как только мужчине исполняется 30, забрать его на срочную службу уже не смогут. Раньше же призывной возраст заканчивался на три года раньше: в 27.
Призыву на военную службу подлежат граждане мужского пола в возрасте от 18 до 30 лет, состоящие на воинском учёте или не состоящие, но обязанные состоять на воинском учёте и не пребывающие в запасе. На воинском учёте обязаны состоять все граждане, за исключением:
- освобождённых от исполнения воинской обязанности в соответствии с Федеральным законом «О воинской обязанности и военной службе»;
- проходящих военную службу или альтернативную гражданскую службу;
- отбывающих наказание в виде лишения свободы;
- женского пола, не имеющих военно-учётной специальности;
- постоянно проживающих за пределами Российской Федерации.

Граждане, которым предоставлена отсрочка от призыва на военную службу, не призываются.
22 февраля 2022 года накануне начала вторжения России на Украину и в день признания Советом безопасности независимости ДНР и ЛНР Госдума приняла во втором чтении законопроект, обязывающий граждан призывного возраста самостоятельно приходить в военкомат, если они не получили повестку. Первое чтение закона состоялось в апреле 2018-го — с тех пор обсуждение документа прекратилось на четыре года.
5 ноября 2022 года, во время вторжения России на Украину в 2022 году, президент Владимир Путин подписал указ, разрешающий призывать во время мобилизации в российскую армию тех лиц, кто был осуждён за тяжкие преступления, включая незаконный оборот наркотиков и убийства. Исключение не распространяется на лиц, осужденных за изнасилование с участием несовершеннолетних и преступления против государства, такие как измена, шпионаж или терроризм.
11 апреля 2023 года Госдума единогласно сразу во втором и третьем чтении за два часа приняла законопроект, изменяющий правила воинского учёта в России. Изменения предполагают: нововведения порядка оповещения, создание цифровизации системы воинского учёта (в котором будут аккумулироваться данные информационных госсистем), поражение некоторых гражданских прав граждан, уклоняющихся от воинской обязанности, военкоматы получат право ставить граждан на воинский учёт без их личной явки и повестка будет считаться врученной сразу же после ее размещения в реестре повесток. Минцифры, которое разрабатывает реестр, заявило, что база военнообязанных заработает не раньше осеннего призыва.

### Основания для отсрочки
Временные:
- Обучение в средней школе, учреждений среднего профессионального образования (ПТУ, техникуме, колледже), ВУЗе (на очной, очно-заочной (Указ Президента РФ от 24 сентября 2022 г.) форме обучения);
- Обучение в аспирантуре;
- Категория годности «временно не годен» по состоянию здоровья;
- Постоянный уход за отцом, матерью, женой, родным братом, родной сестрой, дедушкой, бабушкой или усыновителем, если отсутствуют другие лица, обязанные по закону содержать указанных граждан, а также при условии, что последние не находятся на полном государственном обеспечении и нуждаются по состоянию здоровья в соответствии с заключением федерального учреждения медико-социальной экспертизы по месту жительства граждан, призываемых на военную службу, в постоянном постороннем уходе (помощи, надзоре). Фактически последнее требование равносильно наличию инвалидности I группы;
- Опекунство или попечительство над несовершеннолетним родным братом или несовершеннолетней родной сестрой при отсутствии других лиц, обязанных по закону содержать указанных граждан;
- Наличие ребёнка-инвалида в возрасте до трёх лет;
- Поступление на службу в органы внутренних дел, Государственную противопожарную службу, учреждения и органы уголовно-исполнительной системы, органы по контролю над оборотом наркотических средств и психотропных веществ и таможенные органы Российской Федерации непосредственно по окончании образовательных учреждений высшего профессионального образования указанных органов и учреждений соответственно, при наличии высшего профессионального образования и специальных званий — на время службы в этих органах и учреждениях;
- Наличие ребёнка и жены, срок беременности которой составляет не менее 26 недель;
- Избрание депутатом Государственной Думы Федерального Собрания Российской Федерации, депутатом законодательных (представительных) органов государственной власти субъектов Российской Федерации, депутатом представительных органов муниципальных образований или главой муниципальных образований и осуществление своих полномочий на постоянной основе, — на срок полномочий в указанных органах;
- Регистрация в соответствии с законодательством Российской Федерации о выборах в качестве кандидатов на замещаемые посредством прямых выборов должности или на членство в органах (палатах органов) государственной власти или органах местного самоуправления, — на срок до дня официального опубликования (обнародования) общих результатов выборов включительно, а при досрочном выбытии — до дня выбытия включительно.

Постоянные (призывник либо сразу зачисляется в запас, либо отсрочка на практике действует до 30 лет):
- Наличие ребёнка при условии воспитания его без матери;
- Наличие двух и более детей;
- Категория годности «временно не годен» по состоянию здоровья — в некоторых случаях (например, в случае с ожирением) каждый призыв продлевается на полгода, вплоть до 30 лет.

### Основания для освобождения от призыва
Гражданин освобождается от призыва, если он:
- Признан не годным или ограниченно годным к военной службе по состоянию здоровья;
- Уже прошёл или проходит военную службу в Российской Федерации;
- Уже прошёл или проходит альтернативную гражданскую службу.

Гражданин имеет право на освобождение от призыва, если он:
- Имеет предусмотренную государственной системой аттестации учёную степень;
- Является сыном либо родным братом:
  - военнослужащего, проходившего военную службу по призыву, погибшего (умершего) в связи с исполнением им обязанностей военной службы, и гражданина, проходившего военные сборы, погибшего (умершего) в связи с исполнением им обязанностей военной службы в период прохождения военных сборов;
  - гражданина, умершего вследствие увечья (ранения, травмы, контузии) либо заболевания, полученных в связи с исполнением им обязанностей военной службы в период прохождения военной службы по призыву, после увольнения с военной службы либо после отчисления с военных сборов или окончания военных сборов.

Воспользоваться ли этим правом — гражданин решает сам. Если да — то желательно официально заявить об этом, написав соответствующее заявление в призывную комиссию.

## Уклонение от воинской обязанности в современной России
Уклонение от призыва на военную службу наказывается по части 1 статьи 328 УК РФ штрафом или лишением свободы до 2-х лет. Поскольку ст. 328 относится к категории преступлений небольшой тяжести, за которые с 2011 года не может быть назначено впервые осуждённым наказание в виде лишения свободы, если нет отягчающих обстоятельств, то в 2014 году по ней сроки получили только 5 человек (все — условно). Впрочем, ранее суды также обычно не назначали реальных сроков уклонистам — в 2009 году к реальному лишению свободы по этой статье приговорили 32 человека, а 401 человек получил условный срок.
Статистика показывает некоторое снижение числа осуждений за уклонение от призыва — в 2014 году было осуждено 775 человек, в то время как в 2009 году 875 человек. В 2014 году практически единственным наказанием был штраф, причём для 512 приговорённых он не превысил 25 тысяч рублей. В 2014 году дела 69 обвиняемых по этой статье были прекращены судом за деятельным раскаянием, что может быть связано с нежеланием выносить в данном случае обвинительный приговор, так как осуждённый даже к штрафу уклонист не может быть призван до погашения судимости на военную службу.
В 2023—2024 годах по части 1 статьи 328 не было назначено наказаний в виде реального лишения свободы.